# Олга Тауски-Тод
Олга Тауски-Тод (30 август 1906, Оломоуц, Моравия – 7 октомври 1995, Пасадина, Калифорния) е австрийска, а впоследствие чешко-американска математичка.
Олга Тауски е родена в еврейско семейство; баща ѝ, Юлий Давид Тауски, е индустриален химик. 
Първите трудове на Тауски са в областта на алгебричната теория на числата, и по тази тема тя защитава защитава докторска степен във Виенския университет под научното ръководство на Филип Фуртвенглер, германски математик, специализирал в теория на числата.  По това време тя посещава сбирки на така нареченият Виенски кръг, група на филисофи и логици, разработили философията на логическия позитивизъм. Тауски, подобно на Олга Хан-Нойрат и Роуз Ранд, била една от първите жени, допуснати в кръга, който включвал Ото Нойрат, Рудолф Карнап и Курт Гьодел и впоследствие силно повлиял възгледите на Лудвиг Витгенщайн.
По спомените на Джан-Карло Рота по-късно като млад математик Тауски е наета от група германски математици да работи по намирането и отстраняването на математически грешки в трудовете на Давид Хилберт, така че да могат да бъдат събрани в том и поднесени му като подарък за рождения му ден. Само с една статия, тази посветена на континуум хипотезата, тя не успяла да изредактира.
По-късно, Тауски започва да използва матрици за анализ на вибрациите на самолети по време на Втората Световна война в Националната физическа лаборатория на Великобритания. Това я превръща в пионер (по собствените ѝ думи: факлоносец) на теорията на матриците. През 1935 г. тя става научен сътрудник в университета в Кеймбридж, както и в колежа Брин Мор.
През 1938 г. Олга Тауски  се омъжва за ирландския математик Джон Тод (1911 – 2007) от Университета в Лондон. През 1945 г. те емигрират в САЩ и тя работи в Националното Бюро по стандартите. През 1957 г. се присъединява към факултета на Калифорнийския технологичен институт в Пасадина, щата Калифорния.  Под нейно ръководство докторатите си защитават първата жена - доктор по математика в Калтек Лорейн Фостър, както и Хана Нойман, Филип Ханлън и Чарлз Роял Джонсън.
Тауски-Тод е член на Американската асоциация за напредък в науката (Association for the Advancement of Science, AAAS), Ньотеров лектор и носител на Австрийския почетен кръст за наука и изкуство, 1-ви клас (1978).

## Избрани произведения
- How I became a torchbearer for matrix theory, American Mathematical Monthly. v. 95, 1988
- Sums of squares, American Mathematical Monthly. v. 77, 1970
- A recurring theorem on determinants, American Mathematical Monthly. v. 56, 1949